# 川瀬慈
川瀬慈（かわせ いつし、1977年 - ）は、日本の文化人類学者、国立民族学博物館・総合研究大学院大学教授。

## 人物・来歴
岐阜県生まれ。2010年京都大学大学院アジア・アフリカ地域研究研究科博士課程修了。日本学術振興会特別研究員PD、日本学術振興会海外特別研究員（マンチェスター大学グラナダ映像人類学センター）を経て、2012年国立民族学博物館助教、2017年同准教授。2024年同教授。客員・招聘教授としてハンブルグ大学（Hiob Ludolf Guest Professor, 2013年）、ブレーメン大学（2014年、2016年）、山東大学（2016年）、アジスアベバ大学（2018年）、ミュンスター大学大学院（2025年）等で教鞭を執る。専門は映像人類学、アフリカ地域研究。
エチオピアの楽師、吟遊詩人の人類学研究に基づき、詩、小説、映画、パフォーマンス等、既存の学問の枠組みにとらわれない創作活動を行う。制作した映像作品は、各国の主要な民族誌映画祭において公開されてきた。主な映像作品に『Room 11, Ethiopia Hotel』、『僕らの時代は』、『ラリベロッチ－終わりなき祝福を生きる－』、『精霊の馬』、『吟遊詩人 ー声の饗宴ー』がある。2022年より毎日放送番組審議会委員。

## 著書

### 単著
- 『ストリートの精霊たち』(世界思想社、2018年）　　　　　　　　　　　　　　　　　　　　　　　　　　　　　　　　　　　　　　　英訳版 Mischief of the Gods: Tales from the Ethiopian Streets, Awai Books, 2023年,                                                                                                                                  アムハラ文字訳版 የፒያሳ ቆሌዎች, 2025年
- 『エチオピア高原の吟遊詩人 うたに生きる者たち』（音楽之友社、2020年）
- 『叡智の鳥』（Tombac／インスクリプト、2021年）
- 『私の中の野生』（本屋B&B デジタルリトルプレス、2021年）
- 『見晴らしのよい時間』（赤々舎、2024）
- 『エチオジャズへの蛇行』（音楽之友社、2024年）

### 編著
- 『見る、撮る、魅せるアジア・アフリカ! 映像人類学の新地平』北村皆雄、新井一寛共編著（新宿書房、2006年）
- 『フィールド映像術』（FENICS100万人のフィールドワーカーシリーズ）分藤大翼、村尾静二共編著（古今書院、2015年）
- 『アフリカン・ポップス！―文化人類学からみる魅惑の音楽世界』鈴木裕之共編著（明石書店、2015年）
- 『あふりこ ― フィクションの重奏／偏在するアフリカ』編著（新曜社、2019年）
- 『音楽の未明からの思考 ミュージッキングを超えて』野澤豊一共編著（アルテスパブリッシング、2021年）
- 『拡張するイメージ　人類学とアートの境界なき探究』藤田瑞穂、村津蘭共編著（亜紀書房、2023年）
- 『吟遊詩人の世界』(国立民族学博物館特別展図録) 編著（河出書房新社、2024年）

### 受賞歴
- 2008年、イタリア・サルデーニャ国際民族誌映画祭「最も革新的な映画賞」、『Room 11, Ethiopia Hotel』
- 2013年、第19回日本ナイル・エチオピア学会高島賞
- 2019年、第6回鉄犬ヘテロトピア文学賞、『ストリートの精霊たち』
- 2021年、第36回大同生命地域研究奨励賞
- 2021年、第43回サントリー学芸賞（芸術・文学部門）、『エチオピア高原の吟遊詩人 うたに生きる者たち』
- 2022年、第11回梅棹忠夫・山と探検文学賞、『エチオピア高原の吟遊詩人 うたに生きる者たち』
- 2022年、東京ドキュメンタリー映画祭 人類学・民俗映像部門コンペティション 準グランプリ、『吟遊詩人 ー声の饗宴ー』